# 日本成人影片

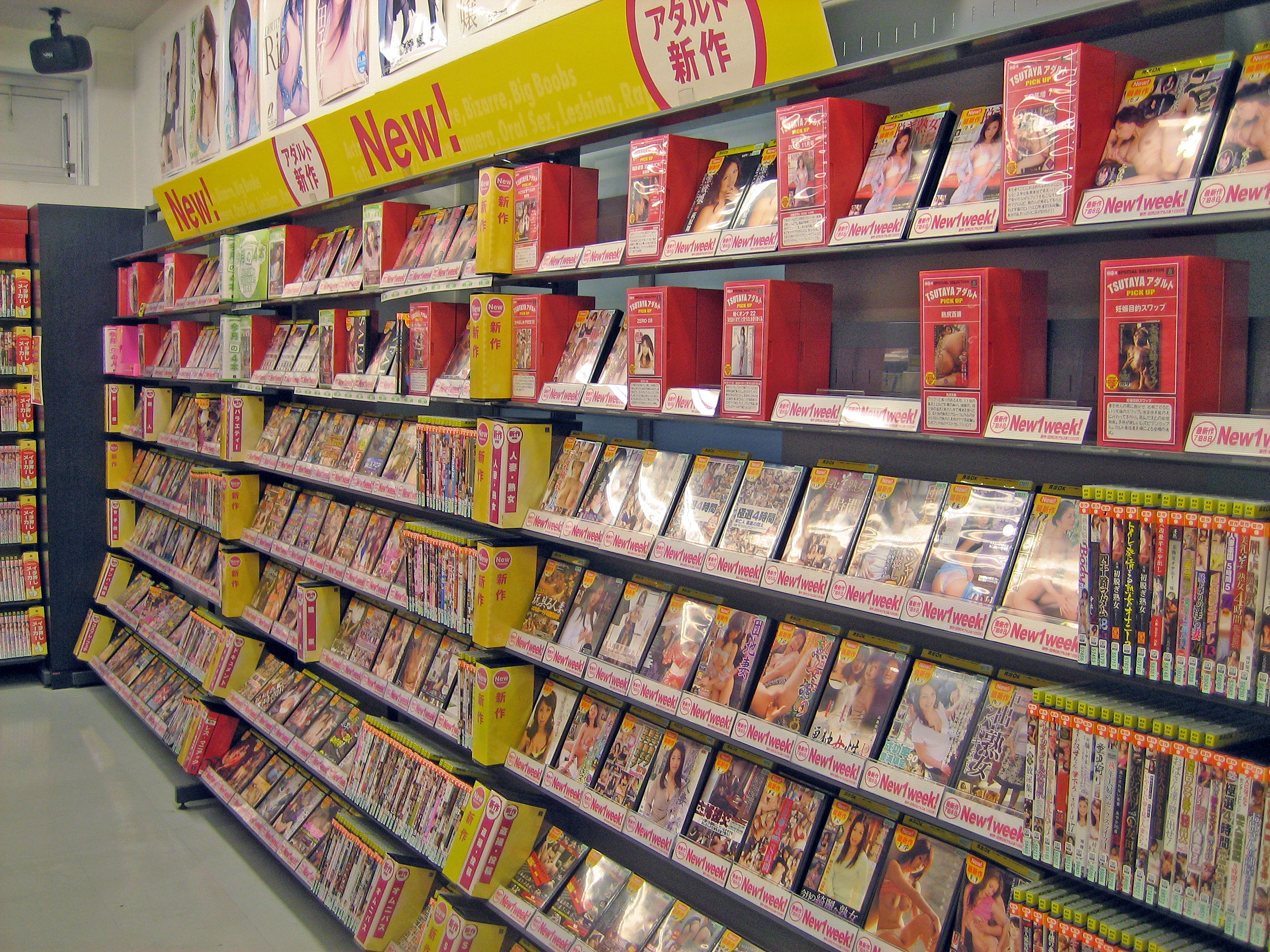
能夠在日本光碟租賃店租借的成人影片（2008年）

成人影片（日语： adaruto bideo），簡稱AV（和製英語的縮寫），是日本對色情片的稱呼，也多作為日本製色情片的通稱。狹義的成人影片是指利用攝影機拍攝，並以家庭录像形式流傳的日本色情片。它的拍攝手法和發行形式都異於粉紅色電影和「日活Roman Porno」。日本每年都推出數以萬計的成人影片。
「成人影片」是日本獨創的名稱。歐美國家一般稱同類作品為色情片或色情作品，中国一般称其为黄片。此外，很多非日本製的色情片並不能稱作成人影片。一般來說，日本合法發行的成人影片都會以馬賽克遮擋性器官（它們自2018年起歸類為「適正AV」）。而沒有經過有關處理的作品則會違反當地刑法175條《猥褻物頒佈等罪》。此外，片商倒閉時可能會有一些沒經有關處理的成人影片流出市面（流出物）。
日本成人影片在2000年之前大多以VHS形式發行。之後由於技術發展，DVD、藍光光碟、數字發行逐漸取代了VHS，成為成人影片的主流發行形式。

## 詞源
「成人影片」一語於1983年由AV導演小路谷俊樹所創。由他執導的作品不少都十分受歡迎，當時佔據一定市場，並統稱「纪实作品」（ドキュメントもの）。

## 歷史

### 前史
1969年，丹麦成為第一個將色情作品除罪化的國家，之後西歐各國亦以保障「表達自由」的名義，放寬對色情電影的限制。到了1970年代，美國等地亦放寬了對色情电影的管制，使得各路色情電影可以合法上映。日本方面，於1962年推出的《肉体市场》（肉体の市場）是首部於當地上映的粉紅色電影。1968年，東映推出首部由大型公司製作的同類作品《德川女系图》。大映、日活、松竹等於隨後加入這個市場。到了1971年，「色情」、「色情片」等用語開始於民間流傳。
1969年12月，日本电器制造商開始發售以統一規格（U规格）為基礎的盒式錄影機。當時於市面發售的录像带当中有九成為色情電影。不過，該些作品並沒有以攝影機拍攝——它們只是轉成錄像帶後再度發行的色情電影罷了。1972年，「日活色情案判决」開始。1980年8月1日，全部被告獲判無罪。這件事件加深了日本民眾對色情電影的興趣。
除了上述的粉紅色電影，日本成人影片亦紮根於塑封本之上。塑封本以身穿半透明內褲的女性模特兒寫真為主軸（到了後期其性器官則差不多清晰可見）；該些模特兒的賣點則在於「清純、年輕、可愛」。

### AV的誕生
1981年5月，日本首兩部成人影片《塑封本之女·窺視奧秘》（ビニ本の女・秘奥覗き）和《OL縫隙白皮書·成熟的秘園》（OLワレメ白書・熟した秘園）正式發行——這兩部影片的片商都是日本Video映像。它們受到粉紅色電影很大影響，可以說是「粉紅色電影的濃縮版本」。美少女AV則套用了「塑封本風格」，此一風格以年輕貌美的女性為賣點。「塑封本風格」和「粉紅色電影風格」並列為1980年代早期兩大AV主流風格，此兩種風格於後來分別演變成「單體AV」和「企劃AV」。
1981年，日本普通家庭的录像机普及率超過了10%，人們始能夠在私人空間觀賞成人影片。AV在這個時候出現的原因之一還在於攝像機變得更為輕巧，令小型公司參與製作的門檻變低。
1982年，《纪实·自慰》（ドキュメント ザ・オナニー）系列第一部〈主妇藤京子〉（主婦斎藤京子の場合，由代代木忠執導）開售，並創下了8万盒的销售记录。此一系列最終引發成人影片熱潮。同年，AV的市場份額追上了粉紅色電影。
宇宙企劃於1984年1月發售了《Mis本番·裕美子19岁》（ミス本番 裕美子19歳）。雖然以往的有碼作品都有出現過本番行為的場景，但它們一般只以二三線的成熟模特兒作女主角。而這部作品則邀請了在軟核作品大放異彩的模特兒，突然讓其出演硬核作品，打破了既有範式，並「掀起AV美少女的風潮」。
在AV美少女風潮底下，女優的外表開始成為側重點，打破過去只著重「有沒本番」的焦點。渡瀬未来、早川愛美、中澤優子等知名模特兒亦紛紛入行。同時亦出現了明確表示不會從事本番行為的AV女優，比如小林瞳、麻生澪、秋元知美。

### 發展期
1985年4月，以軟核色情作主要路線的日本Video映像錄得9億日元的負債，申請破產。此一事件象徵着攝影所時代的終結，並為業界改革的前哨。隨著成人影片店不斷增加，以及日本當局實施了新的《風俗營業法》，無碼製片商開始相繼加入日本視訊倫理協會。有關市場同時不斷擴大，令業界加速發展。特别是Art Video（艺术影像）、Cinema Chic（时髦电影）、Studio418（418 工作室）這几家统稱为SM製作商「御三家」的加盟，更對業界生態有所衝擊。
1986年小林瞳出道，並隨即走紅。不過她及後高调宣称自己並沒有在鏡頭前進行過任何本番行為，有的都是配合演技的擬似本番。由於她的演技太過迫真，所以業界內始認可她為「女優」（女演員）。同時直接從性行為當中獲得所需感情的演出方法開始衰落，使得業界當中不少人開始認為「需要一定演技才能演出成人影片」，最終令「女優」一詞的適用對象擴至所有出演AV的女演員。此後，她們就統稱為AV女優。
村西透亦在同期成為AV導演，他的作品銷量不俗，並漸漸趨向於本番路線。此外，其亦以男優的身份出現在自身監製的作品中，比如在1986年10月推出，據報銷量達2萬卷的《我喜欢SM》（女優為黑木香）。
黑木的出現致使其他樣子一般的女優再度意識到本番的影響力有多大，令她們開始相信只要在作品中的表演突出，那麼就有機會賺取較高的演出費。於是便出現了一批以「淫亂」為賣點的AV女優，當中不乏成功例子，比如豐丸、沙也加、有希蘭。此外AV產業在90年代開始確立刺激G點和潮吹的關係，當中又以冲田由佳里的《淫亂表演 色即是空》（いんらんパフォーマンス 色即是空）為這種觀念的主要推手之一。當代AV的女性性高潮表現手法亦於此時確立。
除了淫亂外，風俗、巨乳、顔射等題材亦於1980年代確立。

### 新的浪潮
於1986年以歌手的身份出道的藝能人葉山麗子在1988年憑著《處女宮 柔毛维纳斯》（処女宮 うぶ毛のヴィーナス）一作下海成為AV女優，引起不少輿論，使由樣貌較受歡迎的女優出演的軟調色情作品再度興起。1990年，芳友舎旗下樣貌較受歡迎的女優相繼出道，大大推動了業界的發展。宇宙企劃和Alice Japan也緊隨其後，推出青山千春、澤木真理繪、朝岡實嶺等人氣女優。1992年出道的飯島愛同樣獲得極高的人氣，甚至使AV女優的整体形象變好。
由近松元監製的《行为录像·做个录像女郎好吗？》（アクションビデオ ビデオギャルやりませんか）於1989年6月公開，其包含拍攝者在街頭跟女性進行性交涉，然後帶她上情侶酒店的場景——這種手法開創了「素人作品」的先河。這類作品擁有記錄AV製作狀況、不需經過生產商、壓低生產成本、滿足觀眾好奇心的優點。故此此類題材打從一出現便在AV業界佔有一席之位。

### 審查放寬與泡沫爆破
1989年，日本的女子高中生水泥埋屍案被揭發。同年5月，有週刊報導指Ivic把此一事件當作AV的題材使用，報導一出便引發公眾輿論。視訊倫理協會於是於6月5日頒佈新規定，規管有關情況。
1992年，AV的銷售量下降，不少AV出租店及製片商破產離場或停業。村西透的「Diamond 映像」同樣不能倖免。單體AV的銷量下跌更甚，於是很多製作商把業務焦點轉移至企劃AV，因為片商花在製作一部企劃AV的成本較單體AV低。到了1990年代中期，市面上企劃AV和單體AV的比例為七三比。不過到了1990年後葉，由於市場飽和和類型單一，故企劃AV的數量開始下降。此外因為日本經濟泡沫爆破，故愈來愈多的年輕女子選擇加入AV行業。
在1990年代之前，AV的銷售模式一般以租賃為主。雖然也有部分商店嘗試轉向售賣模式，但這種情況並不多。直到1993年日本Video販賣旗下的「VIDEO安卖王」開張，有關情況才得以打破。
1996年，視訊倫理協會一家獨大的自主審查機制開始崩潰。當時雜誌界放寬了審查限制，容許模特兒於雜誌上露毛。但視訊倫理協會卻維持有關限制。於是片商Soft On Demand（SOD）便帶頭成立另一家自主審查機構——媒體倫理協會，並得到不少不滿視訊倫理協會的片商支持。除了露毛外，不少AV片商亦開始在影片中為演員的性器官打薄碼。有關作品取得了一定成績。以此為賣點的AV較難利用「擬似本番」此一手段去拍攝，因此有關片商很少會聘請不願從事本番行為的女優去拍攝之。

### 互聯網時代
在2000年代早期，DVD取代了VHS，成為AV的主要發行形式，AV產品則從租賃模式大幅轉向銷售模式。同時由於互聯網興起，觀看者始能夠在網上觀賞或下載AV。互聯網同時提供了AV女優與粉絲溝通的新渠道——很多AV女優會開辦社交帳戶，使之能直接跟粉絲交流。除此之外，亦出現了新的AV女優類型——企劃單體女優。
不少AV女優在2000年代成為了明星或偶像。於2008年結成的偶像組合惠比壽麝香葡萄➝惠比壽★麝香葡萄➝惠比壽麝香葡萄（1.5）由AV女優等人物組成，並獲得一定人氣。但到了2010年代後期，能夠於電視節目上登場的AV女優數目已經大幅下降。
同時，AV業界開始嘗試打入女性市場。SOD於2009年推出了面向女性的AV品牌「Silk Labo」，當中作品由女性導演牧野江里負責監製。該一品牌旗下的情色劇情片《觀景窗後的你》（ファインダーの向こうに君がいた）創下了逾萬張的銷售記錄。
2017年4月，製作商團體智慧财产振兴协会、經紀公司聯盟「日本經紀公司協會」（日本プロダクション協会）、AV女優聯盟「演出者網絡」（表現者ネットワーク）因應部分AV女優被強迫演出的情況，而創立了「AV業界改革推進有識者委員會」，此一組織及後更名為AV人權倫理機構。此後，AV女優可以依据五年条款向製作商申請把自己5年內演出過的作品下架，等同行使被遺忘權，製作商亦會在再度使用AV女優的作品時向之支付費用。

### AV新法
2022年6月15日，參議院以多数通過已獲眾議院全會一致通過的「AV新法」（直译：「为了有助于形成围绕性的个人尊严被重视的社会，防止出演性行为映像制作物相关的受害，以及为了有助于对出演者的救济的出演合同等相关的特则等的相关法律」），該法案隨即成立。法案規定「作品公開後1年內（實行後2年為2年內），演出人員可以隨時無條件解除合同」「經營者必須對演出人員進行必要的說明並簽署合同，簽署合同1個月後方可開始拍攝，拍攝結束4個月後方可公開」等。該法案於同年6月23日開始實行，但在此前幾天已導致部分AV女優抱怨拍攝被叫停或延期，或是必須處理與合同有關的事宜而導致拍攝工作減少。

## 生產發行

### 製造商
日本在2000年代早期有300-400間AV製造商。而在1980-1990年代期間，較為大型的AV製造商有宇宙企劃、九鬼、H.m.p、Alice Japan、Atlas21、水晶映像等等。它們為AV的專門生產商。該些大型製造商大部分在1970-1980年代就已參與塑封本和粉紅色電影的製作。大型製造商與小型製造商因為自身條件不同，所以兩者的運作模式亦各異。而在行規等事項上，大型製作商壟斷了有關話語權。
大型製造商由於擁有龐大資源，所以能夠製作較高成本的單體AV，跟單體女優簽下高額專屬合同，最終使成品較為高質。故此，雖然也有大型製造商會專門製作企劃AV，但它們大多都聚焦於單體AV上。此外，它們亦會為了緩減風險和節省成本，而把製作項目外包至小型製造商。小型製造商的收入在很大程度上源自於大型製造商的外包項目。而它們在製作自身的AV時，由於聘請不起單體女優，所以便會聚焦於AV的故事性和題材上，並時常發掘新的題材。

### 事務所
製作商在選角時，一般需經事務所去跟AV女優接觸。大多數AV女優都加入了AV事務所，受經紀人管理。經紀人負責為AV女優編排好工作；有時連其私人生活也在經紀人的涉足範圍之內。不過也有AV女優不加入任何事務所，直接跟製作商簽約。事務所所收的費用十分高昂，村西（2011年）表示，他們跟AV女優會以五五分帳的形式攤分收入。Inoue（2002年）則表示事務所跟女優為七三分帳，一些則為五五分帳。中村（2012年）寫道，五五分帳已經算是比較有良心；一般而言，事務所會抽取總收入當中的6-7成。
事務所有時會派一些人在街上發掘潛在的AV女優。若發現條件適合，則把之帶去事務所進行進一步的面試和確認。若沒問題則可以與之簽約。除此之外，當地女性亦可透過線上廣告和官方聯絡方法去申請成為AV女優。事務所會在接到AV製作商的請求後，安排AV女優予之物色試鏡，當中經紀人需向製作商介紹自己所負責的AV女優。

### 審查機構
《日本刑法》第175條在1907年生效，規定人們「不能分發、售賣、展示」猥亵物，但當中並沒有對「猥亵」下一個明確定義，人們主要從過去判例去了解當局對猥亵的定義。在1996年之前，於作品中毫無掩藏地展示性器官和陰毛會違反第175條，有關影像需以馬賽克遮擋。到了1996年，有關陰毛的審查限制於雜誌界得以放寬，AV業界其後跟從。上述過程主要由AV製造商的後期處理部門或外部公司負責進行。
自1970年代以來，日本出版業界創立了各種各樣的自主審查機構，以為行內的產品進行自主審查限制。AV業界也不為例外——現存的最大AV自主審查機構日本内容审查中心（過去曾使用映像倫理機構這個名稱）由以往各個獨立的審查機構合併而成。在過去，日本視訊倫理協會、媒体伦理协会（後更名為软件内容协会）等都曾負責AV的自主審查。
根據香港大學現代語言及文化硏究學院副教授王向華和嶺南大學文化研究系高級講師邱愷欣於映像倫內部的觀察，審查員除了檢視作品是否「猥亵」外，還會檢視作品的標題、字幕、封面等是否符合道德標準，比如他們會視封面上描述有關女優身高只有「138厘米」的字句為不合標準，即使涉事女優已滿18歲。

### 租賃零售

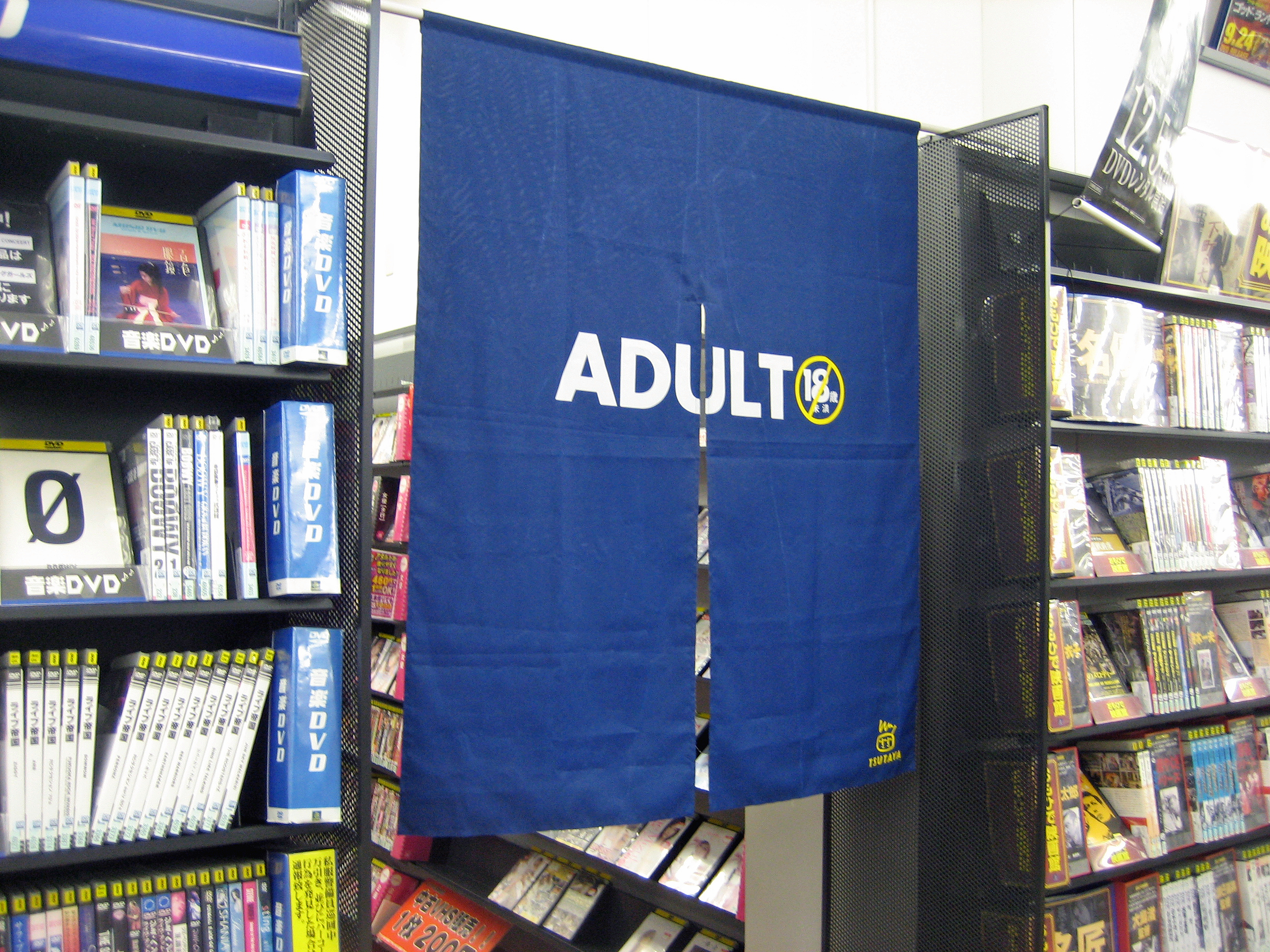
在日本，成人影片區通常以簾子隔开

在1990年代之前，AV的銷售模式一般以租賃為主。雖然也有部分商店嘗試轉向售賣模式，但這種情況並不多。直到1993年日本Video販賣旗下的「VIDEO安卖王」開張，有關情況才得以打破。其去到1995年已擴張至1000家分店。起初其會跟製作者簽訂固定合同，致使店方不能自行決定上架什麼產品。1996年2月，初代會長佐藤太治亂職，令店方開始擁有自行決定上架產品的自由，有關銷售市場繼續增長。
在1998-2002年期間，AV產品從租賃模式大幅轉向售賣模式。此後由於互聯網興起，觀看者始能夠在網上觀賞或下載AV——它們的售價一般比起實體發行的更便宜。像SOD般的片商會利用互聯網規避日本方面對AV的審查限制，推出無碼AV。2010年代後半葉，不少日本成人網站都改用月費訂閱模式，用戶在付費後的一個月內可無限觀看站內內容。比如前身為DMM R-18的FANZA、TSUTAYA TV動畫放題、GEO TV、H-NEXT。

### 演出者

#### AV女優

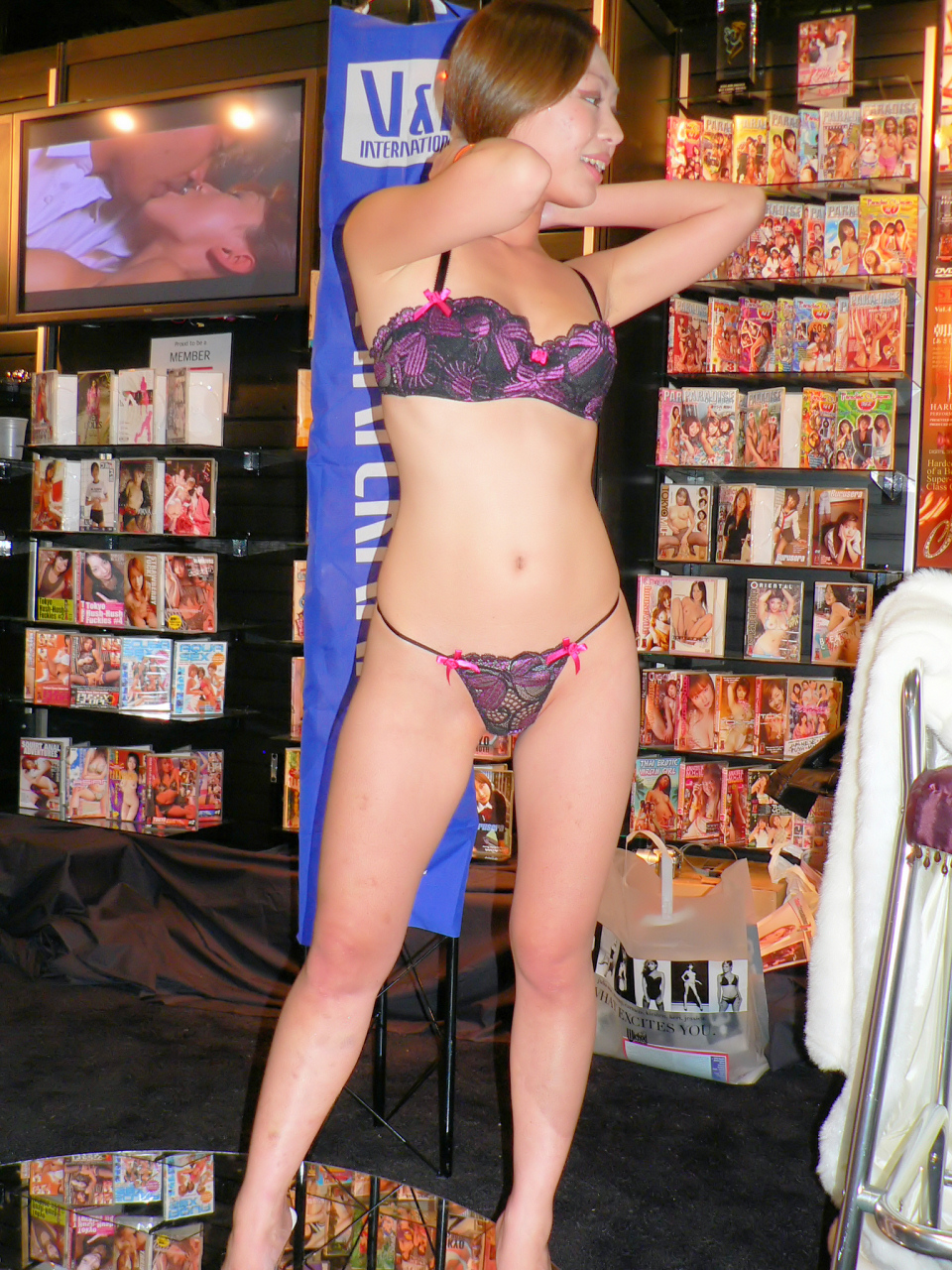
人氣AV女優能夠參與握手會、簽名會等各種宣傳活動

AV女優是指專門出演日本成人影片的女演員。由於缺乏調査，故日本AV女優的實際數字尚是不明。她們一般在接到AV製作商的請求後，前往拍攝場地拍攝AV，以此賺取收入。
她們在演出AV時需要用到不少演技，但人們不需要接受専門的演藝訓練即可成為之——這跟電影、電視劇演員的情況不同。不過業界卻看重她們在性方面的表現，視之為作品的核心元素。
她們大致可分為「單體」、「企劃單體」、「企劃」三類：
- 單體女優：單體女優是指因外表姣好而使之獲得一定人氣的AV女優，她們在AV女優當中處於上位[89]。她們很多都跟特定製作商簽下長期合約，並會於合約期內為之拍攝多部作品[89]。在這種情況下，她們又可稱為「（製作商名）專屬女優」——三上悠亞、葵司、架乃由羅、桥本有菜、深田咏美等等，都屬於此類[90]。單體女優的演出費相對較高[91][74][注 5]。

- 企劃女優：企劃女優是指根據AV作品的構思，來在鏡頭前進行性行為的AV女優[92]。一部作品可以出現多名企劃女優，但她們的名稱一般不會寫在封面上[92]（不少作品只有一名企劃女優。她們有些連藝名也沒有想好。）。企劃女優的質素和知名度不足以吸引消費者購買之[93]。據估計AV女優當中有8-9成屬於企劃女優[94]。

- 企劃單體女優：企劃單體女優雖然屬於企劃女優，但其人氣與單體女優不相上下，她們的作品非常多，而且演出類型幾乎完全無限制[95]。企劃單體女優在1998-2002年期間出現，此段時間正是AV產品從租賃模式大幅轉向銷售模式的時期。企劃單體女優雖能夠在商業上取得成功[56]，但她們不會跟特定片商簽訂長期合約，反之會跟多間片商簽訂以一部AV為單位的合約[56]。企劃單體女優在2012年已成了日本AV業界的一門支柱[56]，並估計佔所有AV女優的15至20%[94]。

#### AV男優
AV男優是指出演日本成人影片的男演員。截至2019年，日本專業AV男優的數量約有90人。AV男優在出演AV時需要「領導整個拍攝流程的節奏」，幫助女優於鏡頭前表露出更好的反應（包含演技）。2012年，Silk Labo開創了與男優簽訂專屬契約的先例。
AV男優需在導演、攝影師等相關者在場的情況下與AV女優性交。他們並不能像AV女優般，於出演時特定指名對手是誰。他們大多需擁有在一天內進行多次射精的能力。
剛從「汁男」畢業的男優的演出費為每場1-2萬日元。從事了5年以上，兼演出過200部AV的男優的演出費為每場3-4萬日元。從事了10年以上，兼演出過2000部AV的男優的演出費為每場5萬日元。

## 分類
AV大致可分為單體和企劃兩類。單體AV重人物輕劇情，以外貌姣好的AV女優為賣點。企劃AV則相反，其以各種各樣的體裁和故事為賣點，對於出演者的外貌沒太大要求。
除此之外，AV亦可按着各種各樣的題材分門別類，有關例子包括蘿莉控、水手服、自慰。1983年的AV目錄便收錄了14種AV題材。此外從當時開始便有AV只聚焦於幾種題材；而現在即使一部AV可以收錄較長時間的畫面，只聚焦於幾種題材的AV亦同樣不少。

### 單體AV
單體AV主要聚焦一名外表姣好的AV女優，故事性不強。出演此類作品的女優稱作單體女優。在有關作品中，單體女優一般被塑造成「年輕貌美，清純可愛」的樣子，而且總是在性事上扮演被動的一方。此類作品一般包含兩次本番場面、一次擬似本番。
單體AV的製作費頗高，在2000年代早期，製作商需在一部單體AV上花費300萬日元（演出費不計算在內）。

### 企劃AV
企劃AV以各種各樣的體裁和故事為賣點，對於女優的外貌沒太大要求。它們的題材比起單體AV更為廣泛。企劃單體AV則由人氣比企劃女優高，但不屬於單體女優的AV女優演出。該些作品亦吸納了企劃AV的體裁和故事。
2013年，製作商需在一部企劃AV上花費150萬日元（演出費不計算在內）。跟單體AV一樣，此類作品一般包含兩次本番場面、一次擬似本番。

## 引用
1. ↑  Yip 2013，第4頁.
2. ↑  藤木 2009，第16頁.
3. 1 2  藤木 2009，第35頁.
4. 1 2  藤木 2009，第15頁.
5. ↑  黑羽 2011，第410頁.
6. ↑  Yip 2013，第7頁.
7. ↑  . 日刊ゲンダイDIGITAL. 2019-03-31  [2020-11-06]. （原始内容存档于2021-04-28）.
8. ↑  藤木 2009，第17頁.
9. ↑  藤木 2009，第228-229頁.
10. ↑  Yip 2013，第6頁.
11. ↑  Wong & Yau 2017，第67、94頁.
12. ↑  本橋 2006.
13. 1 2 3  Wong & Yau 2017，第41頁.
14. 1 2  中村 1985.
15. 1 2  藤木 2009，第22頁.
16. ↑  藤木 2009，第25頁.
17. 1 2  藤木 2009，第23頁.
18. ↑  藤木 2009，第27-29頁.
19. ↑  藤木 2009，第42頁.
20. ↑  Yip 2013，第8頁.
21. ↑  藤木 2009，第16, 49頁.
22. 1 2 3 4 5 6 7 8  Wong & Yau 2020.
23. ↑  藤木 2009，第41頁.
24. 1 2  Wong & Yau 2017，第40頁.
25. ↑  湯 2007，第38頁.
26. ↑  藤木 2009，第43頁.
27. ↑  藤木 2009，第56頁.
28. ↑  藤木 2009，第52頁.
29. ↑  藤木 2009，第40頁.
30. ↑  東良 1994.
31. ↑  湯 2007，第44頁.
32. ↑  藤木 2009，第110頁.
33. ↑  藤木 2009，第121頁.
34. ↑  藤木 2009，第120頁.
35. ↑  藤木 2009，第115頁.
36. 1 2  Yip 2013，第21-22頁.
37. ↑  高杉 et al. 1986.
38. ↑  藤木 2009，第134頁.
39. ↑  湯 2007，第45頁.
40. 1 2  藤木 2009，第141頁.
41. ↑  Yip 2013，第12頁.
42. 1 2  藤木 2009，第196頁.
43. ↑  湯 2007，第46頁.
44. ↑  藤木 2009，第187頁.
45. ↑  藤木 2009，第194頁.
46. ↑  藤木 2009，第161頁.
47. ↑  Wong & Yau 2017，第43-44頁.
48. ↑  湯 2007，第47頁.
49. ↑  Wong & Yau 2017，第43頁.
50. 1 2 3  Wong & Yau 2017，第44頁.
51. 1 2  藤木 2009，第208頁.
52. 1 2  Wong & Yau 2017，第187頁.
53. 1 2  藤木 2009，第210頁.
54. ↑  Yip 2013，第15頁.
55. 1 2  Yip 2013，第16頁.
56. 1 2 3 4 5 6  中村 2012，第35頁.
57. ↑  Yip 2013，第19頁.
58. ↑  中村 2012，第198頁.
59. ↑  Inc, Nanovation. . Agenda note (アジェンダノート). 2019-10-08  [2020-07-26]. （原始内容存档于2021-05-02） （日语）.
60. 1 2  Yip 2013，第16-17頁.
61. ↑  Hambleton 2016.
62. ↑  . nippon.com. 2018-04-05  [2020-02-25]. （原始内容存档于2021-02-06） （日语）.
63. ↑  . ABEMA TIMES. 2021-02-22  [2021-02-24]. （原始内容存档于2021-05-03） （日语）.
64. ↑  . www.shugiin.go.jp.   [2022-06-22]. （原始内容存档于2022-06-23）.
65. 1 2  . J-CAST ニュース. 2022-06-22  [2022-06-22]. （原始内容存档于2022-06-23） （日语）.
66. 1 2  Wong & Yau 2017，第50-53頁.
67. ↑  湯 2007，第57頁.
68. ↑  Wong & Yau 2017，第61頁.
69. ↑  Wong & Yau 2017，第53頁.
70. 1 2 3  湯 2007，第60頁.
71. ↑  中村 2012，第16頁.
72. 1 2 3  Wong & Yau 2017，第55頁.
73. ↑  中村 2012，第227-231頁.
74. 1 2  村西 2011，第198頁.
75. ↑  いのうえ 2002，第155頁.
76. 1 2  中村 2012，第49頁.
77. ↑  Yip 2013，第147-148頁.
78. 1 2  McLelland 2015.
79. ↑  Yip 2013，第126頁.
80. ↑  Wong & Yau 2015.
81. ↑  Wong & Yau 2017，第56頁.
82. ↑  . 一般社団法人日本コンテンツ審査センター.   [2021-04-30]. （原始内容存档于2021-04-30）.
83. ↑  Hambleton 2019.
84. ↑  Wong & Yau 2017，第186-191頁.
85. ↑  Wong & Yau 2017，第67頁.
86. ↑  集英社「週刊プレイボーイ」2020年5月18日No.19/20合併号 48‐51頁
87. ↑  Wong & Yau 2017，第104頁.
88. 1 2  藤木 2009，第69頁.
89. 1 2 3  中村 2012，第34頁.
90. ↑  AV主要メーカー専属女優リスト （页面存档备份，存于） - FANZA
91. ↑  中村 2012，第39-40頁.
92. 1 2  中村 2012，第37頁.
93. ↑  中村 2012，第36頁.
94. 1 2  中村 2012，第43頁.
95. 1 2  中村 2012，第133頁.
96. ↑  吉川明子. . 週刊朝日. 2019-07-14  [2019-08-06]. （原始内容存档于2021-05-10） （日语）.
97. 1 2  [裸一貫 チョコボール向井 p.82～83]
98. ↑  . dot. 2013-05-22  [2021-04-30]. （原始内容存档于2021-05-02）.
99. ↑  .   [2021-04-30]. （原始内容存档于2021-04-29）.
100. ↑  [裸一貫 チョコボール向井 p.72～73]
101. ↑  . 日刊サイゾー. 2018-10-18  [2019-08-06]. （原始内容存档于2021-05-13） （日语）.
102. ↑  [哲学　チョコボール向井 p.45～46]
103. ↑  Wong & Yau 2017，第79頁.
104. ↑  藤木 2011，第8頁.
105. ↑  藤木 2011，第8-11頁.
106. ↑  Wong & Yau 2017，第72頁.
107. 1 2  Wong & Yau 2017，第87頁.
108. 1 2  Yip 2013，第10頁.
109. ↑  Wong & Yau 2017，第86頁.
110. ↑  Wong & Yau 2017，第88頁.

#### 日文來源
- いのうえせつこ.  . 新評社. 2002. ISBN 4-7948-0543-8.
- 黑羽幸宏.  . 集英社. 2011.
- 藤木TDC.  . 幻冬舍. 2009. ISBN 978-4-344-98125-6.
- 藤木TDC.  . コアマガジン. 2011. ISBN 978-4-86436-094-4.
- 東良美季.  . 宝岛社. 1994.
- 中村淳彦.  . 幻冬舍. 2012. ISBN 978-4-344-98264-2.
- 中村正平.  . ビデオ・ザ・ワールド. Vol. 1985年 no. 4月号 (白夜書房). 1985.
- 村西とおる.  . 宝島社. 2011. ISBN 978-4-7966-8042-4.
- 高杉彈; 永山薰; 友成純一; 山本勝之.  . ビデオ・ザ・ワールド. Vol. 1986年 no. 3月号 (白夜書房). 1986.
- 本橋信宏.  . 日本ジャーナル出版. 2006.

#### 英文來源
- Hambleton, A. . Porn Studies. 2016, 3 (4): 427–442  [2021-04-30]. doi:10.1080/23268743.2015.1065203. （原始内容存档于2021-04-30）.
- Hambleton, A. . Coates, J.; Fraser, L.; Mark, P.  (编). . Routledge. 2019: 361–369  [2021-05-15]. ISBN 978-1-315-17958-2. （原始内容存档于2021-05-15）.
- McLelland, M.; Mackie, V. (编). . Routledge. 2015  [2021-04-30]. ISBN 978-1-315-77487-9. （原始内容存档于2021-05-01）.
  - McLelland, M. . . Routledge. 2015.
  - Wong, H. W.; Yau, H. Y. . . Routledge. 2015.
- Wong, H. W.; Yau, H. Y. . Routledge. 2017  [2021-04-30]. ISBN 9781134485680. （原始内容存档于2021-04-19）.
- Wong, H. W.; Yau, H. Y. . Routledge. 2020  [2021-04-30]. ISBN 978-1-315-40906-1. （原始内容存档于2021-05-01）.
- Yip, K. C.  (PhD论文). University of Hong Kong. 2013  [2021-05-03]. doi:10.5353/th_b5089953. （原始内容存档于2021-04-24）.

#### 中文來源
- 湯禎兆.  第六版. 德記書報有限公司. 2007. ISBN 978-9889860912.